# Theodor Schöllig
Theodor Schöllig (* 20. Januar 1892 in Mudau; † Juli 1980) war ein deutscher Maler.

## Leben
Schöllig wurde als Sohn des Schmiedemeisters Valentin Anton Schöllig und dessen Ehefrau Maria Anna geb. Baumann in Mudau im badischen Odenwald geboren. Nach der Schulentlassung erlernte er in Walldürn das Sattler- und Polstererhandwerk. Als Geselle arbeitete er von 1910 bis 1912 in Frankfurt am Main, wo er in seiner Freizeit eine Malschule besuchte. Hier fand auch die erste Ausstellung seiner Bilder statt, die meist landschaftliche Motive zeigen. Als Wandergeselle kam er auch nach Mainz, Pforzheim, Karlsruhe und Groß-Felda bei Gießen. In Heidelberg legte er die Meisterprüfung ab. An Abendkursen an Kunstgewerbeschulen bildete er sich als Hobbymaler weiter. Im Jahre 1922 kam er nach Mudau zurück, wo in seinem Atelier im „Bembel“ unzählige Aquarelle, Ölbilder, Kohle-, Rötel- und Federzeichnungen und Pastelle entstanden, von denen viele vom Kurpfälzischen Museum angekauft wurden.
In Mudau wurde eine Straße nach ihm benannt.
Schöllig war seit dem Ersten Weltkrieg schwerhörig.